# Ptychoglossus eurylepis
Ptychoglossus eurylepis är en ödleart som beskrevs av  Harris och RUEDA 1985. Ptychoglossus eurylepis ingår i släktet Ptychoglossus och familjen Gymnophthalmidae. Inga underarter finns listade i Catalogue of Life.